# 完顏從憲
瀛敦懿王完顏從憲（？—1208年），本名完顏吾里不，金国宗室。

## 经历
金显宗之子，母劉氏封裕陵茂儀。大定二十六年（1186年）賜名完顏琦，到其兄弟金章宗即位後就封為壽王，承安元年（1196年）改封英王，三年後（1199年）再改封瀛王。
泰和五年（1205年）賜封名從憲，三年後（1208年）去世,諡曰敦懿。

## 延伸阅读
[在维基数据编辑]
 《金史·卷93》，出自脱脱《遼史》